# Mihovil Gračanin
Mihovil Gračanin (Skele na Drini, 1901. – Zagreb, 27. siječnja 1981.) hrvatski agronom, akademik, pedolog, fitofiziolog, fitoekolog

## Djela
- "Uvod u ekologiju bilja" Školska knjiga, Zagreb 1977.
- "Sistematika tala" Školska knjiga, Zagreb 1951.
- "Geneza tala" Poljoprivredni nakladni zavod, Zagreb 1946.

## Vanjske poveznice
- Mihovil Gračanin Hrvatska tehnička enciklopedija, portal hrvatske tehničke baštine. LZMK